# 弗朗茲·哈爾德
弗朗茲·哈爾德（德語：Franz Halder，1884年6月30日—1972年4月2日）是一名德國陆军大将，在1938年至1942年9月期間於德意志國防軍中擔任陸軍參謀長，由於在戰略上頻繁地與阿道夫·希特勒衝突而被解職。在哈爾德的任期中，德國陸軍的事業到達巔峰，同時哈爾德也是一名反對希特勒與納粹政權的軍人，但一直未直接參與政變行動，活到了戰後。
第二次世界大战后，哈尔德担任美国陆军历史部门的首席顾问。 他监督700名前德国军官撰写了2,500多份历史文献，并指示他们删除有损德国武装部队形象的材料。 哈尔德利用自己的影响力，编造了德苏冲突的虚假历史，德国军队在这场冲突中进行了一场“崇高的战争”，并否认其战争罪行。由於冷戰背景，美军出於哈尔德提供蘇聯軍事情報的需要，忽視其為德軍的辯護，使其成功地達成为德军开脱的目的。

## 早年生涯
哈爾德出生於维尔茨堡，父親為馬克思·哈爾德（Max Halder）。在1902年時，哈爾德加入了慕尼黑的巴伐利亞皇家陆军第3砲兵團。他在1904年時自慕尼黑的軍校畢業，被晉升為中尉，接著於1906年至07年就讀砲兵學校、1911年至1914年就讀巴伐利亞參謀學校（戰爭學院），這兩座學校皆座落於慕尼黑。

## 第一次世界大戰
在第一次世界大戰的1914年，哈爾德成為兵工署參謀軍官，於巴伐利亞第3軍指揮部服務。1915年8月，哈爾德晉升為上尉，並被任命為巴伐利亞第6步兵師軍需處處長，到了1917年時，他又轉到第2軍團的參謀部服務，後來再轉到第4軍團。

## 戰間期
在1919年與1920年期間於威瑪防衛軍的戰爭部的訓練處服務，而在1921年至1923年則在慕尼黑第7軍區擔任戰術教官。
1924年3月晉升少校。1926年轉任第7軍區的參謀部，擔任業務主任一職。1929年2月晉升至中校，之後在1929年10月至1931年後期這段時間裡作國防部訓練處的工作。
1931年12月晉升為上校，並於1934年前期被任命為第6軍區明斯特參謀長。在1930年代德國軍方認為波蘭可能會攻擊與德國本土未接壤的東普魯士，因此德軍制定如何保護東普魯士的計畫。1934年10月晉升為少將，被指派為駐慕尼黑的第7步兵師師長。
由於哈爾德公認優秀的計畫和組織能力，1936年8月晉升中將，並負責演習事宜。不久後成為柏林陸軍參謀本部訓練處處長，於1937年10月至隔年2月期間擔任此職。1938年2月1日晉升為砲兵上將。在這段時間威廉·凱特爾被提拔至德國陸軍最高領導層。凱特爾曾要求哈爾德擔任總參謀長的職位，並告訴他，希特勒希望任命瓦爾特·馮·賴歇瑙將軍為陸軍總司令，然而哈爾德加以拒絕，他認為由於個性上的極端差異，無法和該人共事。由於凱特爾認同哈爾德優異的軍事策劃能力，他慫恿希特勒任命瓦爾特·馮·布勞齊區為陸軍總司令。於是在1938年9月1日接受參謀總長的職位，成為路德維希·貝克的後繼者。

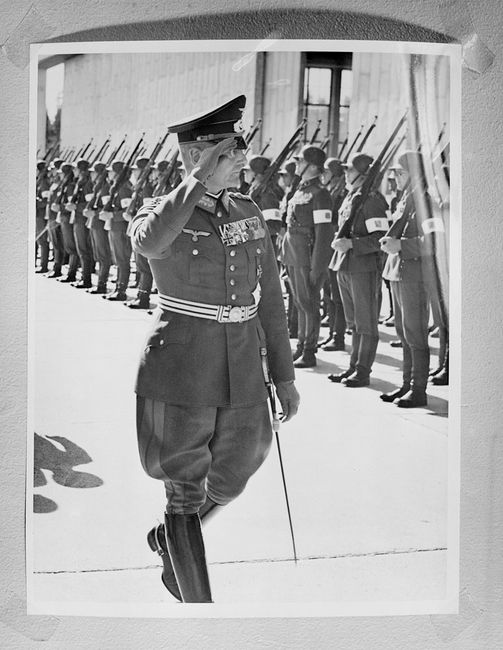
1939年，哈尔德视察芬兰白卫军

一星期後，哈爾德應希特勒要求，提出入侵捷克斯洛伐克的計畫，該行動主要依賴格特·馮·倫德施泰特與威廉·馮·里布的箝形攻勢。但此計畫遭到希特勒的斥責，被認為未妥善利用摩托化兵力與裝甲武力，希特勒認為應由賴歇瑙領兵直取布拉格。然而因為英國首相內維爾·張伯倫促成了著名的慕尼黑協定，將蘇台德地區即捷克防務的重點全部割讓給德國，此計畫便告終止。就剛好在此「蘇台德危機」前不久，哈爾德與德國軍方一些人暗中進行著推翻希特勒的陰謀，並意圖綁架他，最後在9月29日因為慕尼黑協定英法兩國的屈服而作罷，10月1日德國陸軍進駐蘇台德地區。

## 第二次世界大戰
哈爾德参与策劃了大戰第一階段的全部戰事，而因為波蘭戰役的成功，哈爾德於1939年10月27日受獲騎士鐵十字勳章。

### 波兰战役
1939年9月1日德國入侵波蘭的行動標誌了第二次世界大戰的爆發，9月19日的日記中提到他自黨衛隊長官萊因哈特·海德里希得到消息，黨衛隊已開始在波蘭「清除環境」，圍捕包括猶太人、知識份子、天主教神職人員和貴族。這些紀錄引來歷史學家對他的批評，認為哈爾德知道大屠殺的事情，同時也沒有制止，而哈爾德的日記僅寫道：「我對希姆萊的措施感到懷疑」。
1939年11月期間試圖聯合布勞齊區阻止希特勒將戰爭擴大，但遭到布勞齊區拒絕，此為著名的索森陰謀。儘管反對希特勒將戰爭擴大，但他仍對後者個人宣誓效忠過，因此無法以直接性的行動表示反對。針對這一點經常感到絕望與難過，認為自己應該將希特勒射殺。一名與哈爾德關係頗近的上校寫道：「哈爾德滿面淚水，說他已經在口袋放著一星期的手槍，隨時可能對『艾米爾』（Emil，希特勒的代名）開槍」。

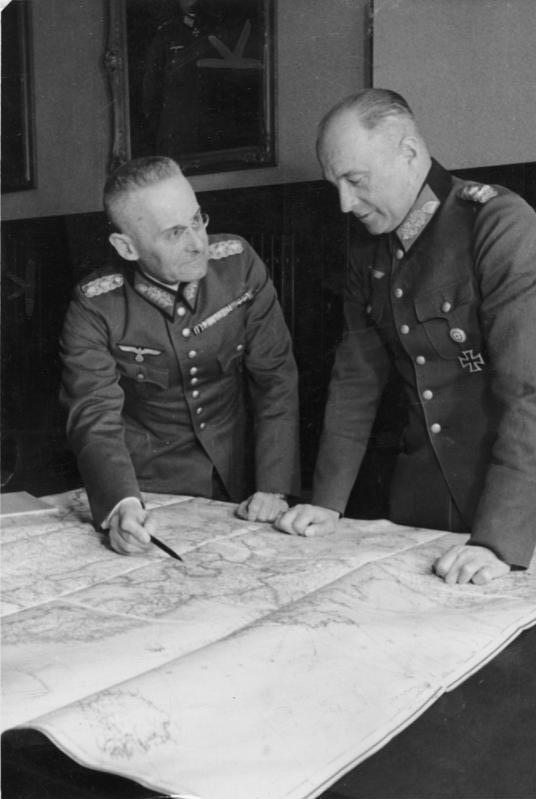
陆军总司令瓦尔特·冯·布劳希奇上将（右）与陆军总参谋长炮兵上将弗朗兹·哈尔德将军在波兰战役期间。

1939年底負責策劃對法國、低地國家和巴爾幹諸國的攻擊行動，最初懷疑德軍是否有能力入侵法國及艾里希·馮·曼施坦因的鐮刀收割是否太過大膽。然而結果證明通過阿登森林的計畫令法國崩潰。1940年7月19日晉升為大將，8月他開始策劃巴巴羅薩作戰，這個巨大的入侵蘇聯行動。不久後希特勒開始干涉東線作戰的指揮權，使得哈爾德被排擠。

### 入侵苏联
1941年3月30日，哈尔德出席了国防军总参谋部的会议，希特勒向约200名国防军高级军官描述了入侵计划。 他后来在日记中写道，总结希特勒的言论：
|  | 我们必须忘记士兵之间的同志情谊的概念。 共产党在这场战争之前或之后都不是同志。 这是一场消灭战争。指挥官必须做出牺牲来克服个人顾虑。 |

哈尔德在随后入侵苏联期间的战争罪的准备和实施中发挥了重要作用。他让他的幕僚在没有希特勒的指示或干涉的情况下起草了《政委法令》和《巴巴罗萨法令》。命令的作者是尤金·穆勒，他直接向哈尔德报告他的工作。政委令要求政委被俘后立即处决。哈尔德还坚持在《巴巴罗萨法令》中添加一项条款，赋予军官夷平整个村庄并处决居民的权利。 该法令使士兵免于因在东方犯下战争罪而受到任何形式的起诉。该法令没有具体目标：苏联公民可以随时以任何理由被杀害。
在此之前，只有党卫军可以杀害公民，而不必担心以后会受到起诉。 这些命令允许全军军官处决公民而不会造成任何后果。 乌尔里希·冯·哈塞尔在讨论哈尔德下达的命令时表示，被征服的人民正受到专制主义的控制。 他补充说，德国人正在变成一种以前只存在于敌人宣传中的存在。奥马尔·巴托夫将这些命令描述为“战争的野蛮化”。

#### 反犹主义
在入侵苏联之前，前往前线的三百万德军士兵接到了一项重要命令。 它的标题是“在俄罗斯军队的行为准则”。该语言是由哈尔德决定的。 它将布尔什维克主义描述为“国家社会主义德国人民的死敌”，并敦促德国军队“严厉镇压”并“消除一切抵抗”。 命令中提到了犹太人，并打算将其作为灭绝的一部分。1941年4月，哈尔德为玛丽塔行动期间的安全警察和安全部门起草了一份命令。 该命令将敌人定义为破坏分子、恐怖分子、共产主义者和犹太人。哈尔德起草的“刑事命令”记录了他对希特勒反犹太主义和种族主义政策的声援。

##### 莫斯科战役
在巴巴羅薩作戰中，他的日記時而悲觀、時而樂觀，他認為德軍嚴重低估了蘇軍的實力，但也因為戰爭初期極為巨大的蘇軍俘虜數量而對前景看好，一直到基輔會戰前，認為德軍應攻向莫斯科，卻被希特勒加以干涉，將中央集團軍兵力調遣，導致日後莫斯科戰役的災難。

##### 蓝色方案
1942 年春，哈尔德与德国最高统帅部一起开始计划对苏联发动新的雄心勃勃的攻势。 尽管国防军在1941年遭受了惨重损失，但该计划的代号为“蓝色方案”，设想对前线南部地区发动进攻。 目的是夺取苏联在高加索的油田。希特勒于1942年4月5日发布了进攻指令，设想了一系列复杂的交错行动。攻势于1942年6月28日开始，一开始似乎很成功。 弗里德里希·保卢斯轻松地突破了防御阵地，博克写道：“什么都没有剩下：敌人在任何地方都没有成功地组织新的防御。”
苏联军队采取了一种被称为“弹性防御”的新战略，这与之前的交战非常不寻常，并使德军逼近已经离开的敌人。随之而来的混乱导致了竞选的失败。 博克被解除B集团军群司令职务，由马克西米利安·冯·韦克斯接任，哈尔德则被边缘化。希特勒和哈尔德之间的关系变得紧张。 哈尔德的日记变得越来越讽刺，希特勒嘲笑他。 有一次，希特勒说哈尔德在办公室“坐在同一个转凳上”度过了第一次世界大战。
戰爭到1942年哈爾德與希特勒衝突日益激烈，戰略目標上，哈爾德對於高加索的進攻目標也不認同，希特勒後來對他已無法忍受，認為其已缺乏進取精神，於1942年2月24日將其退休到「元首後備軍」。

### 囚禁
1944年7月20日發生一群德國軍官試圖刺殺希特勒，蓋世太保於隔天逮捕了哈爾德，但他並未參加政變行動。然而希特勒認為哈爾德很可能是反對派的領袖，於是將他囚禁於福洛森堡集中營和達豪集中營兩個月。1945年1月31日正式從德軍中除役，連同7月20日刺殺行動的犯人和一些囚犯，哈爾德被轉送至蒂耶羅集中營，於5月4日就在那裡被美軍所俘虜，而黨衛隊警衛則逃走了，接下來的兩年則待在戰俘營中。

## 戰後
在1950年代，哈爾德於美國陸軍政史部擔任顧問。在1950年代早期，哈爾德曾建議二戰後德軍的再武裝。最後，哈爾德死於1972年的巴伐利亞希姆高的阿紹。

### 國防軍無罪論

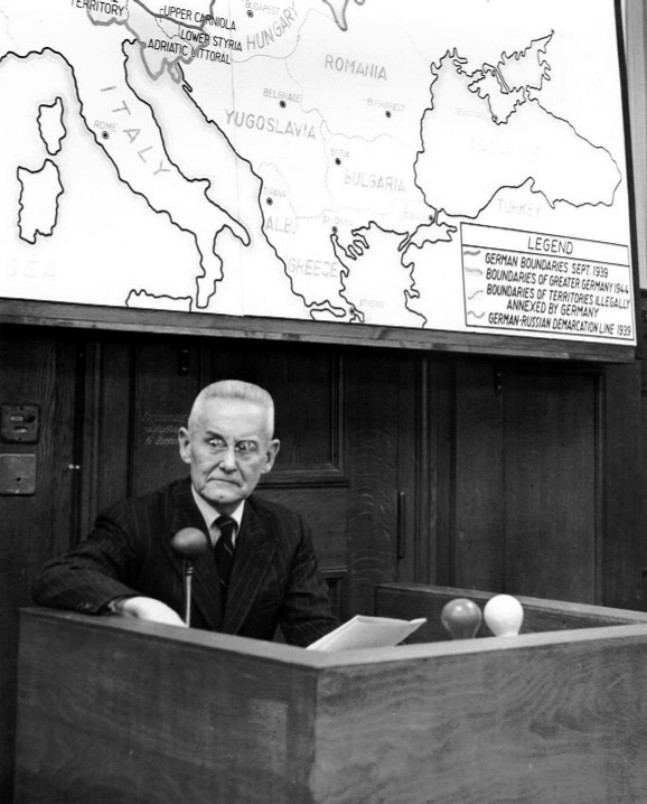
於「最高統帥部審判」出席作證的哈爾德

哈尔德在创造國防軍無罪論方面发挥了关键作用。 这是对纳粹与苏联战争的错误、神话般的看法，在这场战争中，德国军队进行了一场“崇高的战争”。 它否认德国战争罪的存在，或无视德国战争罪。这个神话的起源是1945年11月制定并提交给纽伦堡国际军事法庭的“将军备忘录”。 该备忘录的标题是“1920年至1945年的德国陆军”。 该书由哈尔德和前陆军元帅瓦尔特·冯·布劳希奇、埃里希·冯·曼斯坦以及其他高级军事人物共同撰写。 它旨在将德国武装部队描绘成非政治性的，并且对纳粹政权所犯下的罪行基本上是无辜的。备忘录中概述的策略后来被国防军高级指挥官高级指挥审判的首席辩护律师汉斯·拉特恩瑟采纳。该文件是根据美国将军威廉·唐諾文的建议编写的，他后来创立了中央情报局，并将苏联视为对世界和平的全球威胁。 多诺万曾担任国际军事法庭副检察官； 他和其他一些美国代表认为审判不应该继续进行。 他认为美国应该尽一切努力确保德国成为在日益激烈的冷战中对抗苏联的军事盟友。
随着冷战的进展，美国陆军历史部门德国部分提供的军事情报对美国人来说变得越来越重要。哈尔德负责监督该研究计划的德国部分，该部分后来被称为“哈尔德小组”。他的团队制作了来自700多位德国作家的2,500多份主要历史手稿，详细介绍了第二次世界大战。哈尔德利用该小组利用真相、半真半假、歪曲和谎言重塑了战时历史。他成立了一个由值得信赖的前纳粹军官组成的“控制小组”，负责审查所有手稿，并在必要时要求作者更改其内容。哈尔德在该组织中的副手是阿道夫·豪辛格，他也在德国的美国军事情报组织盖伦组织工作。
哈爾德著有《作為軍事指揮的希特勒》（Hitler als Feldherr，1949年出版），並被翻譯成英文，名為《Hitler as War Lord》（1950年出版），以及另一本《哈爾德日記》（The Halder Diaries，1976年出版）。哈爾德日記連同一些機密文件被美國歷史學家威廉·勞倫斯·夏伊勒用作他的著作—《第三帝國興亡史》的主要資料來源。
在提到哈爾德的個性時，英國作家休·特雷弗-羅珀寫道：「哈爾德是一個在軍事上極為自負的人，認為業餘人士不會理解戰爭的奧秘。」而古德里安傳記的作者—肯尼茲·麥克塞則寫道：「快、精明與機智，他是一位在計畫和訓練事務上的卓越軍人之子。他雖然支持貝克反對希特勒，但真到了關鍵時刻卻又不提供幫助。在9月他並未認真考慮謀反希特勒，但又對納粹黨回歸蘇台德的事情舉棋不定」，「很多人認為哈爾德像一名出身舊普魯士軍事學院的軍人，如同曼施坦因元帥那種工作態度與受誓言束縛的操守。」
歷史學家羅南德·塞姆斯勒（Ronald Smelser）和愛德華·J·戴維斯二世（Edward J. Davies II）在《東線的神話》（The Myth of the Eastern Front）一書中提到：「1945年後，哈爾德在納粹德國與蘇聯的戰爭中所犯下的兩大錯誤—戰爭罪行與軍事失敗的基礎上，建立起一個虛幻的神話。

### 晚年
哈尔德在历史委员会的工作于20世纪50年代末结束，他的贡献受到了五角大楼的赞扬。海军少将沃尔特·安塞尔曾与哈尔德一起研究计划中的入侵英格兰的海狮行动，并推荐他成为美国海军学院的研究员。1961年，他因这项工作被授予功勋公民服务奖。 该奖项由埃德加·C·多尔曼少将代表约翰·F·肯尼迪总统颁发。 哈尔德因此成为唯一一位同时获得阿道夫·希特勒和美国总统颁发勋章的德国人。
在20世纪60年代，哈尔德变得类似于“历史偶像”， 成为了受人尊敬的公共历史学家。哈尔德于1972年在西德巴伐利亚州基姆高地区阿绍去世。 他后半生所获得的鲜花与赞扬和他实际的军事生涯——尤其是其在东线的战争罪行——形成了鲜明的对比。

## 獲得獎項
- 1914年獲得一級與二級的鐵十字勳章
- 1939年制鐵十字勳飾
- 騎士鐵十字勳章（1939年10月27日）
- 普魯士皇家霍亨索倫王朝家族勳章（騎士佩寶劍）
- 巴伐利亞軍功勳章（第四級：皇冠佩寶劍）
- 薩克森阿爾貝特勳章（第一級：佩寶劍騎士）
- 奧匈帝國軍功十字章（第三級：戰爭勳章）
- 榮譽十字章（Ehrenkreuz für Frontkämpfer）
- 美國績優公共服務獎（1961年）[4]

## 資料來源
1. ↑  Hitler Strikes Poland, pp. 22, 116 and 176
2. 1 2  Frieser, Karl-Heinz and John T. Greenwood, "The Blitzkrieg Legend", Naval Institute Press, 2005, ISBN 1591142946
3. ↑  Hartmann, Christian: Halder. Generalstabschef Hitlers 1938-1942, Paderborn: Schoeningh 1991, ISBN 3506774840
4. ↑  . Liddell Hart Centre for Military Archives.   [2007-07-03]. （原始内容存档于2007-06-11）.